# Seznam angleških fotografov
Seznam angleških fotografov.

## A
- Frederick Scott Archer

## B
- Richard Beard
- Cecil Beaton
- Bill Brandt (nem.-angl.)
- Nick Brandt
- Harry Burton

## C
- Lewis Carroll
- Andrew Catlin
- Peter Christopherson

## D
- John Deakin
- Terence Donovan (fotograf)

## F
- Roger Fenton
- Mark Fiennes
- Jill Furmanovsky

## H
- David Hamilton (britanski fotograf)
- Elizabeth Hawkins-Whitshed
- Harry Hook

## L
- Patrick Anson, 5th Earl of Lichfield
- Richard Long

## M
- Sagar Mitchell
- Eadweard Muybridge

## P
- Norman Parkinson

## R
- James Robertson (fotograf)

## S
- Humphrey Spender

## T
- William Fox Talbot

## W
- William Clarridge